# Драйбёрг, Стюарт
Стюарт Драйбёрг (англ. Stuart Dryburgh; род. 30 марта 1952, Лондон) — новозеландский кинооператор.

## Биография
Вырос в Веллингтоне. В университете изучал архитектуру, увлекся кино. Известность ему принесла работа над фильмами Джейн Кэмпион Ангел за моим столом, Пианино и др. В настоящее время снимает в Голливуде.
Лауреат нескольких национальных и международных кинопремий.

## Избранная фильмография
- «Ангел за моим столом» / (англ. An Angel at My Table) (1990, Джейн Кэмпион, премия кино и телевидения Новой Зеландии)
- «Пианино» / (англ. The Piano) (1993, Джейн Кэмпион, номинации на премии «Оскар» и BAFTA, премия Австралийского киноинститута, премия кинофестиваля в Лодзи, премия Ассоциации кинокритиков Лос-Анджелеса)
- «Когда-то они были воинами» / (англ. Once Were Warriors) (1994, Ли Тамахори)
- «Семья Перес» / (англ. The Perez Family) (1995, Мира Наир)
- «Портрет леди» / (англ. The Portrait of a Lady) (1996, Джейн Кэмпион)
- «Секс в большом городе» / (англ. Sex and the City) (1998, I серия, телевизионный)
- Poodle Springs (1998, Боб Рафелсон, телевизионный)
- «Сбежавшая невеста» / (англ. Runaway Bride) (1999, Гарри Маршалл)
- «Дневник Бриджет Джонс» / (англ. Bridget Jones’s Diary) (2001, Шэрон Магуайр)
- In My Father’s Den (2004, Брэд Мак-Ганн, Новозеландская кинопремия)
- «Вкус жизни» / (англ. No Reservations) (2007, Скотт Хикс)
- «Амелия» / (англ. Amelia) (2009, Мира Наир)
- «Буря» / (англ. The Tempest) (2010, Джули Теймор)
- «Я не знаю, как она делает это» / (англ. I Don't Know How She Does It (2011, Дуглас Макграт[англ.])
- «Император»/ (англ. Emperor) (2012, Питер Уэббер)
- «Невероятная жизнь Уолтера Митти» / (англ. The Secret Life of Walter Mitty) (2013, Бен Стиллер)
- «Кибер» / (англ. Blackhat) (2015, Майкл Манн)
- «Алиса в Зазеркалье» / (англ. Alice Through the Looking Glass) (2016, Джеймс Бобин)
- «Великая стена» / (англ. The Great Wall) (2016, Чжан Имоу)
- «Одарённая» / (англ. Gifted) (2017, Марк Уэбб)
- «1+1: Голливудская история» / (англ. The Upside) (2017, Нил Бёргер)
- «Вернуть Бена» / (англ. Ben Is Back) (2018, Питер Хеджес)
- «Люди в чёрном: Интернэшнл» / (англ. Men in Black International) (2019, Феликс Гэри Грей)